# إغراق اجتماعي

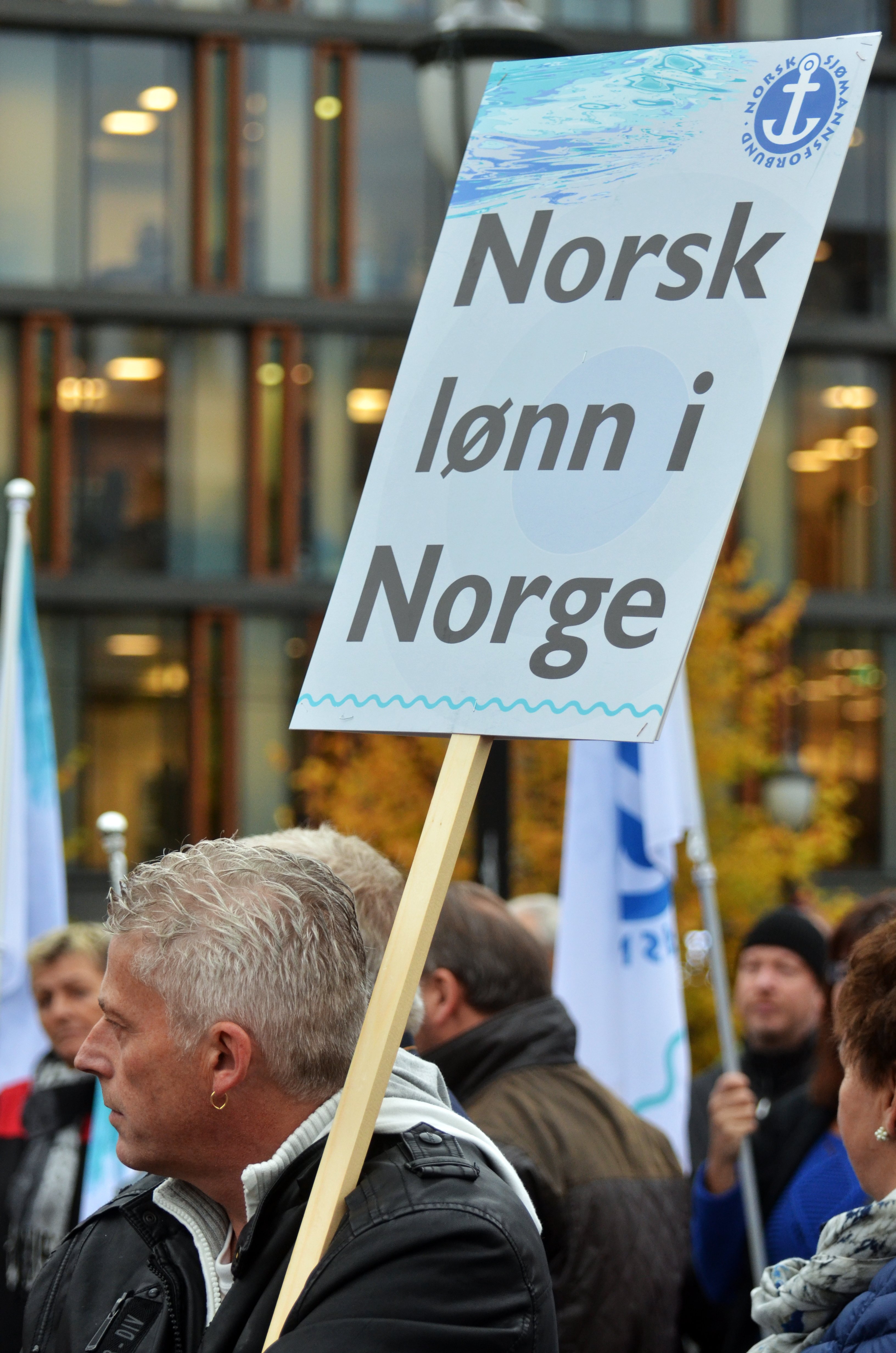

(انظر أيضًا الإغراق (سياسة التسعير) - التجارة العالمية، وإغراق سوتا - التجنب الضريبي (الولايات المتحدة)
«الإغراق الاجتماعي» هو مصطلح ازدرائي يستخدم لوصف ممارسة يقوم بها أصحاب الأعمال والتي تهدف إلى استخدام العمالة بسعر أرخص عما هو معتاد عليه في الموقع الذي يعملون به من حيث (1) الإنتاج و/أو (2) البيع. في الحالة الأولى، يتم توظيف العمال المهاجرين، وفي الحالة الثانية، يتم نقل الإنتاج إلى بلد أو منطقة منخفضة الأجور. وبالتالي سوف يقوم صاحب المشروع بتوفير المال مع احتمالية زيادة الربح. ويشير النقد المنهجي إلى أنه نتيجة لذلك فقد تم إغراء الحكومات لدخول ما يسمى منافسة نظام السياسة الاجتماعي والذي من شأنه أن يقلل من معاييرها العملية والاجتماعية من أجل تخفيف تكاليف العمل على المؤسسات ولاستعادة النشاط التجاري في نطاق ولايتها في نهاية الأمر.
وهناك جدل حول ما إذا كان الإغراق الاجتماعي يستفيد من توجيه الاتحاد الأوروبي للأسواق الداخلية: وهو توجيه بولكشتاين.
وقد حذر بيان صادر عن منظمة غير حكومية  بشأن التعليمات الخاصة بعمال الصناعة الموسمية والهجرة الموسمية في الاتحاد الأوروبي من الإغراق الاجتماعي. تناقش الوثيقة أن التعريف الغامض للعمل الموسمي قد يفشل في تغطية جميع أنواع العمالة الموسمية التي تحدث عندما يتم تطبيق التوجيهات إجراءاتها الترحيبية والوقائية الأخرى في سوق العمل.

## وصلات خارجية
- موقع يوروفاوند (Eurofound) التابع للاتحاد الأوروبي : الإغراق الاجتماعي
- الوزراء المتمرسون في مجلس الوزراء «الإغراق الاجتماعي» - صحيفة الجارديان (المملكة المتحدة) الثلاثاء 3 فبراير 2009
- الإغراق الاجتماعي: أزمة في هندسة صناعة البناء في المملكة المتحدة - موقع أميكاس (Amicus)